# Mali zemeljski čmrlj
Mali zemeljski čmrlj (znanstveno ime Bombus jonellus) je vrsta čmrljev, ki je razširjena po Evropi in severni Aziji, pa tudi po Severni Ameriki.

## Opis
Mali zemeljski čmrlj je relativno majhna vrsta čmrljev, pri katerih matica doseže telesno dolžino okoli 16 mm, delavke in troti pa okoli 12 mm. Matica ima povprečen razpon kril okoli 29 mm. Obraz in jeziček sta kratka. Samice (matica in delavke) imajo pretežno črn zadek z rumenim ovratnikom, rumenima prvima dvema členoma ter belo konico zadka. Obraz je črn, včasih je na vrhu obraza šok rumenih dlačic. Obstajajo tudi temnejše različice, pri katerih še ni povsem jasno ali ne gre morda za podvrsto.